# Вознюк, Сергей Васильевич
Сергей Васильевич Вознюк (род. 14 сентября 1974, Ровно) — украинский футболист, нападающий, полузащитник. Лучший бомбардир ровненского «Вереса» в украинских соревнованиях (40 мячей: 38 чемпионат и 2 Кубок Украины).

## Игровая карьера
С 1991 года играл в «Вересе». В 1994 году сыграл в этой команде 5 матчей в высшей лиге. Дебют — 28 мая 1994 года в игре с харьковским «Металлистом». Единственный гол в высшей лиге забил 11 июня 1994 года днепропетровскому «Днепру». Основную часть карьеру провёл в командах первой и второй лиг чемпионата Украины. За «Верес» сыграл 197 матчей в чемпионатах Украины и СССР. 8 в розыгрышах Кубка Украины.
В чемпионате Ровненской области среди команд ветеранов 35 лет и старше играет за «Славию» (Ровно).